# 5기 한국통신프리텔배 배달왕기전
5기 SK 텔레콤배 배달왕기전은 한국경제신문, 한국통신프리텔(舊 한국통신, 현 kt)가 주최 및 후원하는 한국기원 소속 전문기사로 참가한 국내 기전이다. 도전 5번기 에서는 도전자  및 통산 3연패 우승자 이창호 九단이 전기 4기 대회 우승자 조훈현 九단을 3:1로 꺾고 우승을 차지하며 1년만에 단일기전 타이틀을 재탈환과 통산 4회 우승을 차지했다. 

### 참가자격
- 한국기원 소속 전문기사

### 대국방법
- 제한시간 : 예선 및 본선 3시간 ,도전자결정전 4시간, 도전 5번기 5시간
- 덤 : 5집반(0.5집승)

## 대국 결과
| 대진                | 연도   | 대국일자  | 승자            | 패자                | 결과              | 기보 |
| ------------------- | ------ | --------- | --------------- | ------------------- | ----------------- | ---- |
| 2차예선 결승        | 1997년 | 6월 25일  | 오규철 六단     | (故)하찬석 八단     | 133수 흑 불계승   |      |
| 2차예선 결승        | 1997년 | 6월 26일  | 조한승 二단     | (故)김수영(男) 七단 | 133수 흑 불계승   |      |
| 2차예선 결승        | 1997년 | 6월 26일  | 안관욱 四단     | 노영하 八단         | 176수 백 불계승   |      |
| 2차예선 결승        | 1997년 | 6월 26일  | (故)정현산 六단 | 홍종현 八단         | 117수 흑 불계승   |      |
| 2차예선 결승        | 1997년 | 6월 26일  | 이세돌 初단     | 조대현 八단         | 197수 흑 불계승   |      |
| 2차예선 결승        | 1997년 | 6월 26일  | 백대현 三단     | 장수영 九단         | 273수 흑 5집반승  |      |
| 2차예선 결승        | 1997년 | 6월 26일  | 목진석 三단     | 김준영 三단         | 241수 흑 불계승   |      |
| 2차예선 결승        | 1997년 | 6월 26일  | 유병호 七단     | 백성호 九단         | 238수 흑 불계승   |      |
| 2차예선 결승        | 1997년 | 6월 26일  | 이희성 二단     | 김덕규 七단         | 216수 흑 불계승   |      |
| 2차예선 결승        | 1997년 | 6월 26일  | 정대상 七단     | 이상훈(大) 四단     | 252수 흑 3집반승  |      |
| 2차예선 결승        | 1997년 | 6월 26일  | 최규병 八단     | (故)김인 九단       |                   |      |
| 2차예선 결승        | 1997년 | 7월 1일   | 허장회 八단     | 강만우 七단         |                   |      |
| 본선 1회전 (16강전) | 1997년 | 7월 22일  | 이세돌 三단     | 최규병 八단         | 108수 백 불계승   |      |
| 본선 1회전 (16강전) | 1997년 | 7월 28일  | 조한승 二단     | 안관욱 四단         | 211수 흑 반집승   |      |
| 본선 1회전 (16강전) | 1997년 | 7월 29일  | 서봉수 九단     | 오규철 六단         | 202수 백 불계승   |      |
| 본선 1회전 (16강전) | 1997년 | 7월 29일  | 이창호 九단     | 목진석 三단         | 80수 흑 불계승    |      |
| 본선 1회전 (16강전) | 1997년 | 8월 13일  | 이희성 二단     | 허장회 八단         | 272수 흑 2집반승  |      |
| 본선 1회전 (16강전) | 1997년 | 8월 13일  | 백대현 三단     | 정대상 七단         | 227수 흑 불계승   |      |
| 본선 1회전 (16강전) | 1997년 | 8월 18일  | (故)정현산 六단 | 양재호 九단         | 179수 흑 불계승   |      |
| 본선 1회전 (16강전) | 1997년 | 8월 18일  | 유창혁 九단     | 유병호 七단         | 152수 백 불계승   |      |
| 준준결승전 (8강전)  | 1997년 | 9월 2일   | 이창호 九단     | 서봉수 九단         | 299수 백 2집반승  |      |
| 준준결승전 (8강전)  | 1997년 | 9월 12일  | 유창혁 九단     | 이세돌 初단         | 221수 흑 불계승   |      |
| 준준결승전 (8강전)  | 1997년 | 9월 12일  | 조한승 二단     | 이희성 二단         | 270수 백 불계승   |      |
| 준준결승전 (8강전)  | 1997년 | 9월 30일  | 백대현 三단     | (故)정현산 六단     | 218수 흑 10집반승 |      |
| 준결승전 (4강전)    | 1997년 | 10월 7일  | 이창호 九단     | 조한승 二단         | 198수 백 불계승   |      |
| 준결승전 (4강전)    | 1997년 | 10월 17일 | 유창혁 九단     | 백대현 三단         | 304수 백 6집반승  |      |
| 도전자결정전 제1국  | 1997년 | 11월 5일  | 이창호 九단     | 유창혁 九단         | 257수 흑 5집반승  |      |
| 도전자결정전 제2국  | 1997년 | 11월 13일 | 유창혁 九단     | 이창호 九단         | 185수 흑 불계승   |      |
| 도전자결정전 제3국  | 1997년 | 11월 19일 | 이창호 九단     | 유창혁 九단         | 148수 백 불계승   |      |
| 도전 1국            | 1997년 | 12월 4일  | 이창호 九단     | 조훈현 九단         | 183수 흑 불계승   |      |
| 도전 2국            | 1997년 | 12월 10일 | 이창호 九단     | 조훈현 九단         | 190수 백 불계승   |      |
| 도전 3국            | 1998년 | 1월 6일   | 조훈현 九단     | 이창호 九단         | 170수 백 불계승   |      |
| 도전 4국            | 1998년 | 1월 13일  | 이창호 九단     | 조훈현 九단         | 307수 백 1집반승  |      |
| 도전 5국            | 1998년 | 1월 일    |                 |                     |                   |      |